# Моторин, Олег Петрович
Олег Петрович Моторин (29 июля 1937 — 26 августа 1978) — советский футболист, защитник, нападающий, Мастер спорта СССР.
В 1954—1955 годах играл в первенстве КФК за армейскую команду Ташкента. В 1956—1964 годах выступал за «Пахтакор», провёл в первенстве 200 матчей, забил 15 голов (в чемпионате СССР в 1960—1963 годах — 95 матчей). В 1964 году был в команде колхоза имени Свердлова «с репутацией аморального субъекта». В 1968 году — в составе команды «Аккурган».
Участник Спартакиады народов СССР 1956 года в составе сборной Узбекской ССР.
Скончался в 1978 году в возрасте 41 года. Похоронен на Домбрабадском кладбище.